# Changyi
Pour les articles homonymes, voir Changyi (homonymie).
Changyi (昌邑 ; pinyin : Chāngyì) est une ville de la province du Shandong en Chine. C'est une ville-district placée sous la juridiction de la ville-préfecture de Weifang.

## Démographie
La population du district était de 684 434 habitants en 1999.

## Personnalités
Lin Weining (1979-), haltérophile, championne olympique.